# Neha Marda
Neha Marda (sinh ngày 23 tháng 9 năm 1985 tại Kolkata, Tây Bengal, Ấn Độ) là một nữ diễn viên phim truyền hình và người mẫu, cô được biết đến với vai diễn Gehna trong bộ phim Cô dâu 8 tuổi, được sản xuất bởi hãng phim Sphere Origins và được trình chiếu trên kênh Colors TV.Cô cũng được biết đến với vai diễn Urmi trong bộ phim hiện tại của cô: Doli Armaanon Ki, được sản xuất bởi hãng Zee TV.

## Cuộc sống hiện tại
Neha là người gốc Kolkata (Tây Bengal). Ngày 10 tháng 2 năm 2012, tại Kolkata, cô kết hôn với Ayushman Agrawal, một doanh nhân người Patna.

## Sự nghiệp diễn xuất
Neha được biết đến với vai diễn Gehna trong bộ phim Cô dâu 8 tuổi.Theo Jyothi Venkatesh, Neha cho biết cô thường xem các đĩa CD của Bandit Queen để có thể hóa thân được vào nhân vật Gehna trong phim.
Cô cũng thường xuất hiện trong các chương trình truyền hình  Boogie Woogie  và  Kaboom .

## Phim đã đóng
- Balika Vadhu (2008-2012) vai Gehna Basant Singh
- Jo Ishq Ki Marzi Woh Rab Ki Marzi(2009) vai Sunaina
- Kismat Connection (2008)
- Ek Thi Rajkumari (2008)
- Mamta (2006)
- Saath Rahega Always (2005)
- Ghar Ek Sapna (2005)
- Devon Ke Dev...Mahadev (2013) vai Vrinda
- Doli Armaano Ki (2013-2015) vai Urmi
- Jhalak Dikhhla Jaa 8 (2015)